# Chapelle Notre-Dame-de-Verdale
 (août 2021).
Si vous disposez d'ouvrages ou d'articles de référence ou si vous connaissez des sites web de qualité traitant du thème abordé ici, merci de compléter l'article en donnant les références utiles à sa vérifiabilité et en les liant à la section « Notes et références ».
La chapelle Notre-Dame-de-Verdale est une église se trouvant dans la commune de Latouille-Lentillac mais faisant partie du regroupement paroissial de Sousceyrac dans le département du Lot.

## La légende
Actuellement rien ne permet de préciser la fondation du sanctuaire de Verdale. Il reste les traditions populaires transmises verbalement des anciens aux jeunes et cimentant le lien entre les générations. Une de ces histoires raconte que vers le XIe siècle, une demoiselle d'illustre maison, venue du Périgord, se réfugia dans une grotte face au rocher de Verdale afin d'y passer sa vie dans la prière. Vénérée des habitants qu'elle soulagerait par son exemple et ses aumônes, on l'appelait la bonne dame. Une épidémie de peste ayant ravagé la contrée, elle prodigua ses soins aux malades et mourut victime de sa charité. Privés de ses secours les malheureux espérèrent en son intercession et affluèrent au lieu où reposait son corps. Le sentier ainsi foulé du pas des pénitents devint un chemin de pèlerinage, et sur le lieu des consolations fut érigée une chapelle au XIe siècle. Il est à noter que les vieux du pays, il y a plus d'un siècle, et qui avaient vécu la période révolutionnaire, se souvenaient d'avoir vu sur une pierre de la chapelle avant sa destruction la date de 1020.
Une autre tradition rappelant la grande épidémie de peste de 1349 en Quercy pendant la guerre de Cent Ans révèle que la Vierge, priée avec ferveur des hommes du Moyen Âge, apparut à une jeune bergère nommée Élisabeth, demeurant au hameau de Corn chez un propriétaire du nom de Viscomtin, alors qu'elle gardait ses moutons sur les pentes du torrent de Verdale. Au moment même où Sainte-Marie demandait qu'une chapelle fut bâtie dans ce val, un bûcheron découvrit près du rocher où il coupait des arbres une statue de la Vierge à l'Enfant. Ces miracles incitèrent les paysans à se mettre à l'œuvre tout aussitôt pour exaucer le souhait de Notre-Dame. La légende relate que chaque matin ce qui avait été édifié la veille était démoli. Alors l'un des artisans lançant en l'air son marteau s'écria : Que Marie nous indique où elle veut sa chapelle en dirigeant la chute de mon outil ! . Le marteau tomba au pied du rocher obélisque. Sur le surplomb à pic du Tolerme fut construite la chapelle. Il est à noter en confirmation de cette naïve tradition que la statue de bois polychromé de Notre-Dame de Verdale est du XIVe siècle et que sur une pierre du portail transporté à Lacam-d'Ourcet se lit la date de 1315.
Ils ont peut-être donné le nom de Verdale à leur sanctuaire. Si Verdal ou Berdal en langue d'oc signifie une surface verte, il semble que Verdal, nom du martin-pêcheur, correspondrait plus à la qualification de la vallée.

## Histoire[2]
Lacam-d'Ourcet est une commune récente et ne devint paroisse que sous le Concordat. Auparavant ce bourg dépendait de la paroisse de Lentillac. Son église date du début du XIXe siècle et fut dédiée à Notre-Dame-de-l'Assomption en 1859. La chapelle de Verdale devint une annexe de l'église de Lacam-d'Ourcet alors qu'auparavant elle était desservie par le curé de Gorses. Gorses fut une communauté très ancienne. Dans la bulle apocryphe de l'abbaye de Figeac son église est située comme unie à celle de Sousceyrac. Dans le cartulaire de Conques, elle est le chef-lieu d'une aice, circonscription administrative. En 1146, elle fait partie des possessions de l'abbaye de Figeac. Le patron de son église est Notre-Dame ; cette dédicace est confirmée dans un acte de 1322 du commandeur du Bastit de l'ordre des Hospitaliers de Saint-Jean de Jérusalem. Or, c'est en l'église de Gorses que se trouve actuellement la statue. La seigneurie de Gorses fut donnée aux chevaliers Hospitaliers au cours du XIIIe siècle et resta au pouvoir du commandeur de Latronquière jusqu'à la Révolution. Dans la bulle de provision nommant le curé de Gorses vers 1520, Géraud Jauffredi reçut  l'église paroissiale en sa vicairie perpétuelle régie d'ordinaire par le frère de l'hôpital Saint-Jean de Jérusalem, et la chapelle Notre-Dame-de-Verdale située dans le district de ladite paroisse, fondée et érigée par Jean Jauffredi, et qui doit être tenue par le recteur de Gorses  ; il est prescrit au prêtre Géraud de revêtir l'habit de l'ordre de Saint-Jean de Jérusalem, le commandeur de La Tronquière ayant canoniquement le droit de présentation du recteur. Ainsi la chapelle Notre-Dame-de-Verdale se trouvait sur les terres de la commanderie de Latronquière et en la possession du commandeur. Les guerres de religion n'épargnèrent pas la contrée et il est rapporté que le sanctuaire de Verdale, mal protégé, fut ravagé et pillé par les protestants. À la fin du XVIe siècle toutes les églises subirent l'assaut des Huguenots qui martelèrent les statues et volèrent les trésors. La chapelle fut alors délaissée. Le 15 juin 1636, le prêtre Maury, chapelain de l'ordre de Malte, demanda devant notaire, à Rigal Tremolettes, prêtre et syndic des prêtres de Sainte-Spérie, qu'il déclare avoir donné chargé au prêtre Jean Faure de desservir la chapelle de Verdale qui est en communauté entre le requérant et tous les autres prêtres de la présente ville, et depuis quel temps lui fut donnée cette charge ? Il répondit qu'elle ne lui avait jamais été donnée. Il apparaît que les prêtres de Sainte-Sperie (nom de Saint-Céré avant le XVIIe siècle) assurèrent
de fait la desserte de la chapelle à cette époque. Le curé de Gorses, Pierre Maulet, soutenu par le commandeur de Latronquière, n'accepta pas cette usurpation et leur intenta un procès devant la Chambre des requêtes du Parlement de Toulouse.
La chapelle était ainsi entretenue, car elle serait pas seulement pour les pèlerins ; dans cette annexe de l'église paroissiale les actes relevés des registres relatent qu'on s'y mariait. Les prêtres de Saint-Céré avaient été dépossédés de tous leurs droits dans l'intervalle et le recteur de Gorses redevenu l'unique desservant. Cependant les prêtres de Saint-Céré, durant leur administration de la chapelle, avaient cherché à y attirer un plus grand nombre de pèlerins, et à cette fin obtenu du Saint-Siège un bref apostolique. Ce document pontifical témoigne de l'importance du pèlerinage de Notre-Dame-de-Verdale : le pape Urbain VIII octroyant une indulgence plénière de sept ans au pèlerins du jour de la fête de la Conception de la Sainte-Vierge. Ce bref apostolique dut apporter aux prêtres desservants un encouragement précieux à continuer leur mission dans le val du Tolerme, et particulièrement à Pierre Meaulet, qui défendit la chapelle de Verdale contre l'emprise des prêtres de Saint-Céré.
Lors de la Révolution, l'oratoire de Verdale subit la fureur sacrilège des révolutionnaires de 1793 venus de Figeac et fut brûlé. Il est rapporté que pendant l'incendie, un villageois de Peyrusse escalada la fenêtre de la chapelle pour en sauver la statue de la Vierge. Il y parvint et peu après l'édifice s'écroula. Cette statue fut alors placée dans le creux d'un châtaignier, au milieu du bois sis entre les hameaux de Malpuech et Fontbonne, où elle demeura à la vénération des fidèles pendant toute la Révolution. En 1800, elle fut transportée en grande pompe à l'église de Gorses où le curé Calmette reprenait son ministère après huit ans d'exil en Espagne. Elle est encore aujourd'hui dans cette église.
Quelques années plus tard, les habitants de Lacam-d'Ourcet construisirent une église dans leur bourg, devenu paroisse en 1801 ; ils prirent les pierres du portail de la chapelle de Verdale en ruine, celles portant une fine sculpture du Christ et la date 1315. Le portail de Lacam-d'Ourcet est donc celui de Verdale.
Éprouvant quelques remords, les habitants de Lacam-d'Ourcet, en 1847, à l'initiative du curé Partouneau, unirent leurs efforts afin de rebâtir la chapelle Notre-Dame-de-Verdale près de son rocher : c'est l'édifice actuel avec deux chapelles latérales. En 1850, une souscription à un sou permit de la meubler et de l'ornementer. Les fidèles qui n'avaient cessé de fréquenter ce lieu vinrent plus nombreux assister aux offices dans la nouvelle chapelle. Aux périodes de guerres, 1870, 1914-1918 et 1939-1945, la Vierge fut sollicitée maintes fois. Au début du siècle dernier, il n'était pas rare de trouver un millier de pèlerins. Le curé Cépéde a relaté qu'en 1924, Joseph Giray, évêque de Cahors, dut prononcer son sermon face au torrent  en raison de la multitude. De tout temps, les pèlerins étaient originaires des diocèses de Saint-Flour, Rodez, Cahors et Tulle.
Comme à Rocamadour, les ermites se sentirent appelés dans ce site âprement beau et spirituellement inspiré. Le dernier fut un gentilhomme corrézien qui passa quinze années dans la grotte près du sanctuaire, au milieu du XIXe siècle. La tradition raconte avec poésie que son compagnon était un rouge-gorge niché lui aussi dans la grotte.

## Liste des chapelains de Notre-Dame-de-Verdale
| Période   | Chapelains           |
| --------- | -------------------- |
| 1501-1520 | Jean Jauffredi       |
| 1520-     | Géraud Jauffredi     |
| 1630-1677 | Pierre Maulet        |
| 1677-1698 | Nicolas Bessière     |
| 1698-     | Jean-Alexis Sabatier |
| 1750-1784 | Pierre Baduel        |
| 1784-1792 | Hugues Calmette      |
| 1792-1846 | Jean-Baptiste Cazals |
| 1846-1864 | Partouneau           |
| 1864-1885 | Lestrade             |
| 1885-1914 | Germain Beulaguet    |
| 1914-1929 | Cépéde               |
| 1929-1937 | Pépériot             |
| 1929-1978 | Noël Lacam           |

## Description
En plein Ségala lotois en Châtaigneraie, parmi les bruyères, ses humbles murs gris se dressent près d'un rocher granitique qui s'élève vers le ciel d'une hauteur de 10 mètres, surplombant des feuillages de chênes et de châtaigniers et, tout en bas, le Tolerme qui chante du fracas de ses eaux dans la gorge rocheuse.

## Sources
1. ↑  M. Babinet, Almanach prophétique, pittoresque et utile pour 1860 (volume 10), Aubert, 1860, 184 p. (lire en ligne), p. 28 à 40
2. ↑  Yvette Deviers-Aquioupou, Quand les églises du Ségala ont la parole
canton de Sousceyrac et ses abords, Association Sousceyrac d'hier à aujourd'hui, 2006, 190 p. (ISBN 2-9503757-6-6)